# Leandro Tatu
Leandro Ângelo Martins (Vitória, 26 april 1982) – beter bekend als Leandro Tatu – is een Braziliaans voormalig voetballer die doorgaans speelde als spits. Tussen 2004 en 2017 kwam hij uit voor Naval, Leixões, Aves, Paços de Ferreira, Santa Clara, Beira-Mar, tweemaal Steaua Boekarest, Bangkok United en PTT Rayong.

## Clubcarrière
Tatu speelde in de jeugd van Internacional en toen zijn opleiding daar voorbij was begon zijn grote Portugese avontuur. In Portugal speelde de aanvaller namelijk met wisselend succes voor Naval, Leixões, Aves, Paços de Ferreira, Santa Clara en Beira-Mar, voordat hij in 2011 transfervrij de overstap maakte naar Steaua Boekarest. Na één seizoen vertrok hij alweer bij de club. In januari 2013 ondertekende hij toch weer een verbintenis bij de Roemeense topclub. Een jaar later verkaste Tatu opnieuw uit Boekarest. De Braziliaan tekende bij Bangkok United. In drie seizoenen scoorde hij zeventien keer in achtenzeventig optredens. Eind 2016 verliet hij de Thaise club weer. In 2017 speelde hij nog even voor PTT Rayong, maar die club verliet hij in de zomer weer. Hierna stopte hij als profvoetballer.

## Erelijst
| Liga 1             | 1 | 2012/13 |
| Supercupa României | 1 | 2013    |